# Bowers Mansion
La Bowers Mansion (Mansión Bowers en español) está ubicada entre Reno y Carson City, Nevada (Estados Unidos). Fue edificada en 1863 por encargo de Lemuel "Sandy" Bowers y su esposa, Eilley Orrum Bowers, y es un excelente ejemplo de las casas construidas en Nevada por los nuevos millonarios surgidos del auge de las minas de plata de la veta Comstock.

## Historia
El terreno donde se asienta el edificio fue comprado originalmente en 1856 por Eilley y su segundo esposo, Alex Cowan, quien regresó a Utah un año después con otros colonos mormones. Eilley se divorció y se mudó a Gold Hill, donde regentó una pensión con un negocio de lavandería. Algunos mineros, incapaces de pagar el alojamiento y el lavado de su ropa con dinero en efectivo, entregaron a Eilley Orrum sus derechos mineros como pago. Así adquirió los derechos mineros que se convirtieron en la fuente de la fortuna que acumuló junto con su tercer marido Sandy.
La mansión fue el cumplimiento de los sueños de prestigio y respetabilidad de Eilley. El edificio, diseñado por J. Neely Johnson, un constructor y ex-gobernador de California, combinó la arquitectura georgiana con un estilo italianizante. Se proyectó según un diseño concebido por Eilley, basado en su recuerdo de edificios elegantes de su Escocia natal. De hecho, los Bowers emplearon canteros originarios de Escocia para la construcción de su nuevo hogar, que finalmente costó 300.000 dólares, una suma exorbitante en la década de 1860. Eilley y Sandy recorrieron Europa desde 1861 hasta 1863, comprando mobiliario, estatuas, pinturas y otros adornos para su hogar. Desafortunadamente, durante uno de estos viajes al extranjero murió el único descendiente de Eilley Bowers, una hija llamada Pearl.

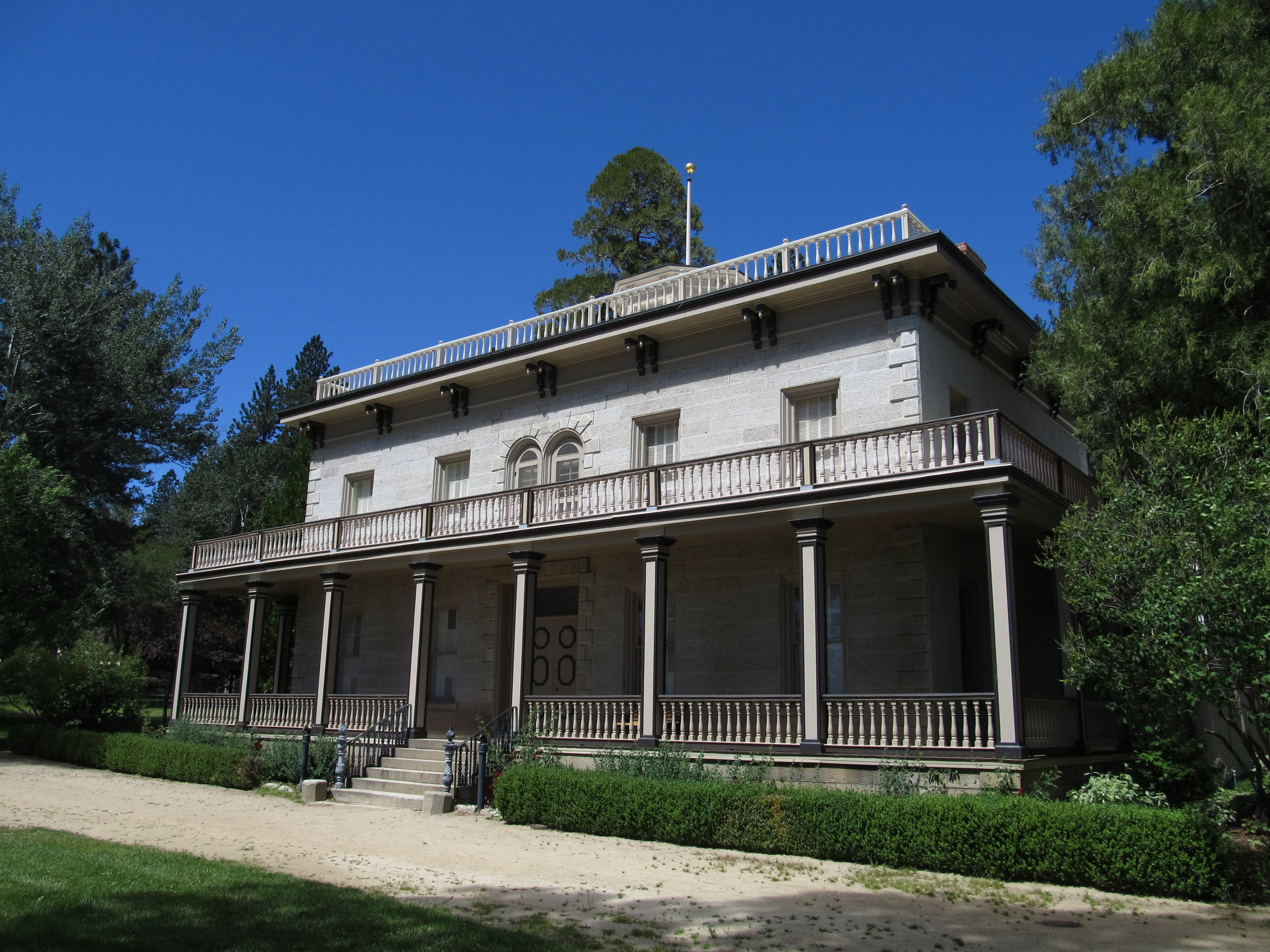
La Mansión en 2012

Después de la muerte de Sandy Bowers en 1868, Eilley comenzó a padecer dificultades económicas. Para generar ingresos, se dedicó a alquilar habitaciones de la mansión y a organizar fiestas y meriendas en sus terrenos. La mansión albergó un baile organizado con el fin de recaudar fondos para el movimiento en favor del sufragio femenino y fue la sede del Baile de los Mineros anual. El período de 1873 a 1875 vio la cumbre de la popularidad de la mansión.
Sin embargo, esto no fue suficiente para superar las deudas de Eilley y finalmente perdió su hogar tras una ejecución de hipoteca en 1876. La mansión quedó abandonada después de que Henry Riter la adquiriese y la utilizara como centro turístico hasta 1946.

## En la actualidad
El edificio actualmente es propiedad y está operado por el Departamento de Parques del Condado de Washoe. Unas 500 familias de Nevada han donado muebles de época, que han servido para decorar la mansión en su estilo original. El parque combina el sitio histórico con instalaciones recreativas, como una piscina alimentada por un manantial, zonas de pícnic y un área de juegos para niños. La mansión se puede visitar en verano y en otoño.